# فاکتور هشت

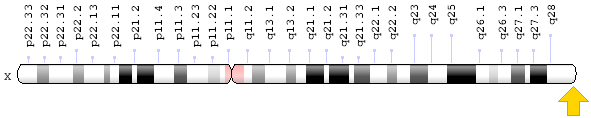
در انسان، ژن F8 بر روی بازوی بلند کروموزوم ایکس در جایگاه q28 قرار دارد.

فاکتور هشت (یا عامل انعقادی هشت) یکی از پروتئین‌های ضروری لخته شدنِ خون است که به آن فاکتور ضد هموفیلی هم می‌گویند و در انسان توسط ژن «F8» کُدگذاری می‌شود که بر روی بازوی بلند کروموزوم ایکس جای دارد. اختلال در این ژن، سبب بروز «هموفیلی A» می‌شود که نوعی اختلال در لخته‌شدن خون است و نحوهٔ توارث آن، از نوعِ «مغلوب وابسته به ایکس» است. فاکتور هشت در سلول‌های سینوزوئیدی کبد و سلول‌های لایه درون‌رگی در سرتاسر بدن ساخته می‌شود. این پروتئین به‌صورت «غیرفعال» در خون شناور است و پروتئین دیگری به نام عامل فون ویلبراند متصل است تا آنکه رگ‌های بدن به هر دلیلی دچار آسیب شوند. در پاسخ به این آسیب، فاکتور ۸ فعال شدن و از عامل فون ویلبراند جدا می‌شود. فاکتور ۸ فعال‌شده که به‌صورت VIIIa نمایش داده می‌شود، با پروتئین انعقادی دیگری به نام فاکتور ۹، تعامل پیدا می‌کند که این موضوع، سبب آغاز زنجیره‌ای از فعل‌وانفعالات شیمیایی در خون شده و خون را لخته می‌کند تا خونریزی بند بیاید.
فاکتور هشت در انعقاد خون مشارکت دارد و کوفاکتورِ «فاکتور نه فعال» است که در حضور یون کلسیم و فسفولیپیدها نوعی ترکیب شیمیایی پیچیده را ایجاد می‌کنند که فاکتور ده را فعال می‌کند. ژن فاکتور هشت از طریق فرایند پیرایش دگرسان، ۲ نسخهٔ رونویسی‌شدهٔ مختلف را ایجاد می‌کند: نسخهٔ شماره ۱، نوعی ایزوفرم گلیکوپروتئینیِ بزرگ را کُدگذاری می‌کند که در پلاسمای خون جریان دارد و به‌طور غیر کووالانسی، به عامل فون ویلبراد وصل می‌شود. نسخهٔ شمارهٔ ۲، تعدادی پروتئین‌های کوچک احتمالی را می‌سازد که به آن «ایزوفرم b» می‌گویند و بیشتر شامل دومِـین‌های متصل‌شونده به فسفولیپیدها در فاکتور هشت هستند. این دومِـین پروتئینی برای لخته شدن خون لازم است.
افرادی که میزان فاکتور ۸ در آنها خیلی بالاست، در معرض ترومبوز سیاهرگی عمقی و آمبولی ریه هستند. مس یک کوفاکتور ضروری برای فاکتور هشت است و کمبود آن، فعالیتِ فاکتور هشت را افزایش می‌دهد. ساخت فاکتور ۸ در بیماری‌های کبدی دچار مشکل نمی‌شود، بلکه بالعکس در چنین مواقعی، گاهی سطح آن بالاتر هم می‌رود.
فاکتور هشت دارویی، یکی از داروهایی است که در فهرست داروهای ضروری سازمان جهانی بهداشت قرار دارد که در برگیرندهٔ مهمترین داروهای نظام سلامت است.

آبشار انعقادی.